# Cal Villa
Cal Villa era una masia del Prat de Llobregat, enderrocada el 2001.

## Característiques
La construcció d'aquesta masia va ser encarregada, els anys quaranta, per M. Teresa Castell i Poch, vídua de Josep Balletbó (mort durant la Guerra Civil espanyola), al mestre d'obres Alfons Coll i Camps (Maretis).
Per tant, es tracta d'una casa moderna, distribuïda en planta baixa i pis. Als baixos hi havia la sala-menjador, la cuina, el rebost i un celler per al vi, i, al pis superior, les alcoves. Davant la casa hi havia un pou artesià i un altre d'aigües freàtiques, i un espai enjardinat amb arbres d'ombra. La finca tenia sis mujades de terra de conreu de mitjana qualitat, on es feien bones collites de faves i carxofes, entre altres productes.

## Història
La propietat va passar als fills de M. Teresa, Pere i Josep Balletbó i Castells, i, el 1974, l'empresa tèxtil Fisi-pe, aleshores coneguda com a Cyanenka o Courtelle, la va comprar per destinar-la a zona d'esbarjo dels seus treballadors.

## Ús actual
El 26 de novembre de 2001 va ser enderrocada per les obres d'ampliació del polígon Mas Blau.
En l'actualitat es trobaria dins dels terrenys que conformen el magatzem d'Amazon de El Prat de Llobregat